# 金山 (镇江)
金山位于江苏省镇江市区西北，高44米，周520米。原係江心岛，150年前（清道光年间）始与长江南岸相连。依山而建有金山寺，以佛事胜，有「金山寺裹山」之說，慈壽塔矗立山頂，是金山重要的地標。寺內藏有蘇東坡的玉帶、周鼎、金山圖和銅鼓，號稱「金山四寶」。神話故事「白娘子水漫金山寺」，和「梁紅玉擊鼓退金兵」的傳說都以這裡為背景。